# Città invisibile
Città invisibile (Cidade Invisível) è una serie televisiva brasiliana di genere fantasy di Carlos Saldanha, la cui prima stagione è uscita nel 2021 per la piattaforma di streaming Netflix.
La serie è basata su una storia co-sviluppata dagli sceneggiatori e autori di best seller Raphael Draccon e Carolina Munhóz.

## Episodi
| Stagione         | Episodi | Pubblicazione USA | Pubblicazione Italia |
| ---------------- | ------- | ----------------- | -------------------- |
| Prima stagione   | 7       | 2021              | 2021                 |
| Seconda stagione | 5       | 2023              | 2023                 |